# Échangeur Le Vengeron
De Verzweigung Le Vengeron is een knooppunt in Zwitserland. Op dit knooppunt, ten zuidwesten van de stad Bellevue, sluit de A1a aan op de A1.

## Configuratie
Het knooppunt is een onvolledig knooppunt.

## Bijzonderheid
De A1 heeft op het knooppunt een TOTSO.